# 大怪獣バラン
『大怪獣バラン』（だいかいじゅうバラン）は、1958年（昭和33年）公開の東宝が制作した怪獣映画。モノクロ、東宝パンスコープ作品。監督は本多猪四郎、主演は野村浩三。
同時上映は『僕は三人前』（脚本：井上薫、新井一 / 監督：瑞穂春海 / 主演：フランキー堺 / 東京映画作品）。

## ストーリー
ある日、東北地方の北上川上流の秘境にて、シベリア地方にしかいないはずのアカボシウスバシロチョウが発見される。ただちに杉本生物研究所の所員2名が調査に向かうが、ともに湖の付近で原因不明の怪死を遂げる。
杉本博士の助手の魚崎、犠牲になった所員の妹で記者の由利子、カメラマンの堀口の3人は真相を解明すべく現地へ向かい、外部から隔絶された集落・岩屋村の人々と出会う。部落の神主は湖に眠る伝説の怪物・婆羅陀魏山神の祟りを警告して魚崎たちを追い払おうとし、湖付近にて行方不明となった部落民の子供すら見捨てようとするが、迷信に固執する彼らの言動に激怒した魚崎は、部落民たちを扇動して子供の救出に向かう。しかし、彼らの前に怪獣バランが湖から出現して部落を破壊したうえ、ただちに出動した自衛隊の砲撃をものともしない。逃げ遅れた由利子と魚崎が窮地に陥る中、杉本の指示で発射された照明弾によってバランは山頂へ誘導されるが、手足から被膜を広げて飛び去っていく。
その後、銚子沖に現れたバランを東京湾にて迎え撃った自衛隊の護衛艦隊による執拗な爆雷攻撃もその強靭な表皮には無力だったため、藤村博士の開発した特殊火薬の使用が提言されるが、藤村自身は効果に懐疑的な見解を示す。やがて、バランは羽田空港へ上陸し、その都心侵攻を阻止すべく自衛隊も空港に布陣して総攻撃に出る中、ようやく特殊火薬が到着する。魚崎がトラックを利用した爆破攻撃を仕掛けるが、藤村の懸念通りバランの表皮には通用しない。しかし、杉本が部落での経験から照明弾内に時限装置付きの特殊火薬を仕込む作戦を提案する。これが功を奏し、照明弾を2発飲み込んだバランは東京湾へ逃げ込んだところで体内から爆破され、死亡する。

## むささび怪獣 バラン

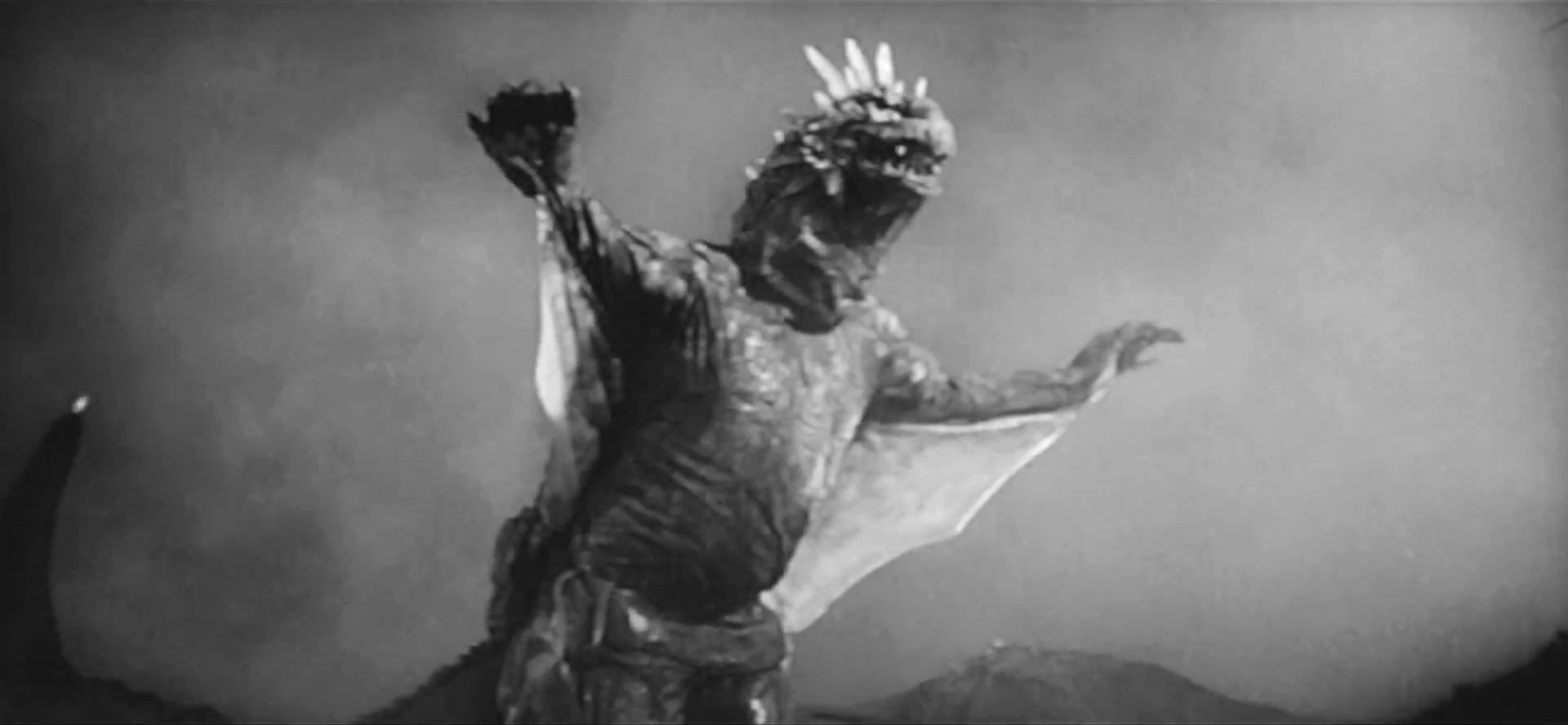
飛膜を広げたバラン

中生代の水陸両棲の動物や人間を捕食する肉食の巨大爬虫類バラノポーダの生き残りで、岩手県北上川上流の湖に棲み、外部から隔絶された集落にて破羅陀巍山神（バラダギさんじん、「バラダギサマ」とも）と称されて土着信仰されていた。
頭から尻尾の先まで背中を甲羅のように厚い皮膚が覆い、スリムではあるが筋肉質な手足の指は人間と同様に5本となっている。顔の周りの角と頭から背中にかけて半透明の長い有毒のとげが特徴で、通常は四足歩行だが二本足で立ち上がることや、ムササビのように体側部と腕と後ろ脚の間に薄い飛膜を広げて音速で滑空することもできるなど、陸海空での活動が可能である。また、身体は柔らかく、爆雷などの攻撃を無力化する。
研究員たちを襲ったことがきっかけで正体が判明し、自衛隊の攻撃で眠りを覚まされて集落を破壊して飛び去ったあと、銚子沖や浦賀水道から羽田空港に上陸して暴れるが、光る物を飲み込む習性を利用され、藤村博士の作った強力な特殊火薬が仕込まれた照明弾を飲み込み、内部から爆破されて死亡する。
- 肉食恐竜のように見えて飛行能力を有することから、ゴジラとラドンの特徴を併せ持つと評される[2]。マルサンによれば、「爬虫類ゴジラ属ラドン科バラノポーダ」[57]に分類され、ポスターではゴジラやラドンをしのぐと述べられている。
- 体長は十数メートルから100メートルと資料によって異なる[注 10]が、羽田空港に出現したシーンでは、ゴジラのように巨大な生物として描かれている。
- 別名は表題の「大怪獣[58]」のほか、「東洋の怪物[38]」「東洋の大怪獣[59]」「むささび怪獣[60]」「有翼膜竜[61]」など多数存在する。
- 準備稿では、「婆羅陀魏」の名称はなく、単に「山神」と称されていた[38]。

### 造形
頭部は利光貞三、胴体は八木勘寿、八木康栄、表皮や背中のとげは村瀬継蔵による。
背中のとげは、生物の一部らしい透明感を表現しようと村瀬が出したアイディアにより、切ったゴムホースの切り口にビニールテープを貼って作られた。両脇の被膜はビニール製。目には電飾が組み込まれている。背中のウロコは、ピーナッツの殻を押し付けたもの。体色は、数少ないカラースチールから茶系であることが確認できるが、人工着色のスチールでは緑色となっている。手足はホック式になっており、開閉が可能となっている。他の怪獣のスーツよりも薄手であったため、スーツアクターは火傷を負うこともあった。
絵コンテでは羽田空港の管制塔を壊す描写はなかったが、長い尾を活かすために空港ビルのセットが当初の予定より2割増しで作られた。美術助手の井上泰幸は、特技監督の圓谷英二（円谷英二）から指示通りに制作しなかったことを叱責されたが、理由を説明すると理解を示し、その後は圓谷が予算について意見することはなくなったという。
着ぐるみのほかに2尺の飛び人形、2尺の上半身のギニョールも作られた。洋上戦では、スーツとギニョールを使い分けている。
飛行シーン用に作られた3分の1サイズのミニチュアは、1966年から1967年にかけて東宝倉庫での現存が確認されており、『週刊少年マガジン』などに写真が使われている。1966年7月19日に放送された『11PM』の大阪、よみうりスタジオで収録された「怪獣供養」では、バランの飛び人形が祭壇に飾られている。
『怪獣総進撃』にはこの3分の1サイズのミニチュアも使用されており、富士山麓のシーンで確認できる。同作品には並行して新造形の90センチモデルが使用されており、1980年代には同サイズのゴロザウルスやモスラ成虫、『ノストラダムスの大予言』の大コウモリなどとともに東宝特美倉庫での保存が確認されている。現在も首のみ現存し、関連イベントで展示されることがある。

### 撮影・演出
スーツアクターは手塚勝巳、中島春雄。おもに、手塚が水上、中島が陸上を担当していた。手塚は、海に潜るシーンで点火装置のタイミングがずれ、感電してしまったという。中島は、前屈みになると脚の関節が人間のようになってしまうため、ラドンと同様に足元を見せないことを心がけていた。
バランが漁船を転覆させるシーンでは、当時導入し始めたスクリーン・プロセスを用いている。
スタンダードサイズのフィルムをトリミングしたため、出現シーンでは体を上下させる際に頭が見切れてしまっている。
尾を振って暴れるシーンには、『ゴジラ』（1954年版）でのゴジラの映像を流用している。
鳴き声にはコントラバスを用いている。

### 『怪獣総進撃』に登場するバラン
『怪獣総進撃』では、小笠原諸島の怪獣ランドで保護されている怪獣として登場する。『大怪獣バラン』の登場個体とは別個体と推測されている。出現地点は青木ヶ原。
- 資料によっては名称をバラン（二代目）としている[出典 33]。
- 『大怪獣バラン』での着ぐるみは痛みが激しかったために使われず、新造された90センチメートル（3尺）の飛び人形[出典 34]と『大怪獣バラン』当時のギニョールを補修したもの[出典 35]がエピローグのカットなどに登場するのみであった[出典 36][注 16]。飛行ポーズは『大怪獣バラン』ではまっすぐに手足を伸ばして広げたものであったが、本作品では少し手足を曲げた状態で製作されている[54]。製作発表会のスチールでも、ほかの怪獣と並んで飛び人形が吊られているだけであった。新造された人形の頭部は、2014年時点で現存が確認されている[86]。
- 『怪獣総進撃命令』と題された検討用脚本ではラドンとともにキングギドラと戦う予定だったが、実際はマンダやバラゴンと同様に戦闘には参加していない[82][77]。また、鳴き声はなく名前すら呼ばれていないが、DVDによる映像特典では名前は呼ばれている。
- 身長については、公開当時の設定ではゴジラと同程度としていた[出典 37]。「身長：30メートル、体重：1万5千トン[58]」「身長10メートル、体重60トン[出典 38]」と設定されている書籍や初代と同じ数値を採用している書籍もある[出典 31]。資料によっては、幼体とする説を記述している[出典 39]。

### その他の作品に登場するバラン
- ゴジラシリーズ内での登場
  - 『ゴジラ×メカゴジラ』（2002年）の背景設定として製作補の山中和史により執筆された「特生自衛隊前史」では、劇中世界の1958年に出現したとされる[89]。顛末はおおむね『大怪獣バラン』に準じるが、新型爆弾がバランに通用しなかったことから、巨大生物に有効な兵器開発が進められることとなった[89]。その続編である映画『ゴジラ×モスラ×メカゴジラ 東京SOS』（2003年）では、画面には映らないが特生自衛隊特殊生物研究本部のDNA貯蔵庫に保管されている怪獣たちのDNAのひとつに、バランの名が記されている[90]。
  - 映画『ゴジラ FINAL WARS』（2004年）では、ライブフィルムで登場する[91]。
- ゴジラシリーズ内での登場（映像作品以外）
  - 1973年『たのしい幼稚園』（講談社）に掲載された絵物語『ゴジラ対バラン』（作・小林一邦、絵・境木康雄）に登場[92]。
  - ファミリーコンピュータ版ゲーム『ゴジラ』では、ボスキャラクターとして2面から最終面に登場する。本作品ではX星人に操られる怪獣軍団の1匹という設定である。攻撃手段はパンチとキックのみ。一定以上のダメージを受けると、大きくのけぞる特徴を持つ。
  - アニメ映画『GODZILLA』の前日譚を描く小説『GODZILLA 怪獣黙示録』では、複数の個体が登場。2030年後半に確認された2体目の個体（バランII）は太平洋でゴジラに襲われ、アンギラスIVやバラゴンIIとともにロサンゼルスまで逃げ延びてくるが、飛んで逃れようとした瞬間に熱線を浴びせられ、死亡する[93]。
- ゴジラシリーズ内での登場案（企画段階での登場予定）
  - 映画『地球攻撃命令 ゴジラ対ガイガン』の検討稿『キングギドラの大逆襲!』では、ゴジラの味方怪獣として登場させる予定があった[94]が、途中で変更されている。
  - 映画『ゴジラ・モスラ・キングギドラ 大怪獣総攻撃』では、ゴジラと戦う護国聖獣として登場させる予定があった[出典 40]が、途中で変更されている。ただし、劇中に登場する書籍『護国聖獣伝記』には婆羅陀魏山神のことが描かれている。品田冬樹が私的に製作していた造形物がイメージモデルとして用いられていた[101][注 17]。脚本を手掛けた長谷川圭一は、ネコのようなしなやかさを持った女性的な怪獣というイメージが挙がっていたと証言しており、結果として母性の怪獣であるモスラにスライドしたことでさほどコンセプトはずれなかったとしている[103]。
- ゴジラシリーズ以外の他作品への登場
  - 映画『アワモリ君乾杯!』（監督：古澤憲吾 / 主演：坂本九）では、後半で東宝砧撮影所を舞台として展開する追っかけシーンにバランの着ぐるみが登場する。
  - 1966年に朝日ソノラマから発売されたソノシート『大怪獣戦 30怪獣大あばれ!!』収録の「宇宙怪獣対地球怪獣」には、宇宙怪獣と戦う地球怪獣空軍の1体として登場する[104][105]。
  - 1983年に発表された安永航一郎の漫画およびこれを原作としたOVA作品『県立地球防衛軍』では、ヒロインのバラダギ大佐こと原瀧龍子の回想シーンに羽田空港にて照明弾を食べて死んだ龍子の親という設定でバランが登場。愛称の「バラダギ」も、婆羅陀魏山神が元ネタとなっている。
  - 映画『パシフィック・リム: アップライジング』では、イェーガーが倒した怪獣のリストにバランのほか、アンギラスのような個体、バラゴン、バトラ、ガイガン、ムートー、ガメラ、ヤンガリー、ギャオス、ギロン、ジャイガー、ジグラ、クローバーが含まれている。

## 登場兵器

### 架空
特殊火薬
藤村博士が開発中の新型火薬。もともとはダム工事の効率を上げるために作ろうとしていたもので、通常のダイナマイトと同じ量で使っても、その威力は20倍まで増大している。ただし、その威力を発揮するのは岩盤などの内部に埋め込まれた状態のときのみであり、直接貼り付けて爆発させれば、通常のダイナマイトと大差ないものである。
この火薬を積み込んだトラックを乗り越えようとしたバランの真下にて爆発させるものの、効果は上がらずに終わる。しかし、光る物質を飲み込むという習性を利用し、時限装置を付けて照明弾内に封入して投下すると、これをバランが飲み込み、体内にて爆発させることに成功する。
- 準備稿では、気球から投下されるという展開であった。

24連装ロケット砲車

### 実在
- M4A3E8中戦車
- M24軽戦車[出典 41]（M24軽戦車チャーフィ[109]、M24チャーフィー戦車[49]）
- 2トン半トラック
- 3/4tトラック(ダッジWC52型・Q4W70型)
- 1/4tトラック
- あやなみ型護衛艦「うらなみ」[49][110]
- くす型護衛艦「すぎ」[110]
- やしま型掃海艇「やしま」[110]
- 上陸用舟艇[出典 42][注 18]
- F-86Fセイバー戦闘機[出典 43]（F-86Fセイバー旭光[49]）
- P2V-7対潜哨戒機[114][110]（対潜哨戒機P2V-7おおわし[115][49]）[注 19]
- シコルスキーS51[出典 44]（シコルスキーH5[109]）
- H-19多用途ヘリコプター
- 89mmロケット発射筒 M20改4型
- 81mm迫撃砲M1[116]
- 75mm無反動砲 M20
- M1カービン

## キャスト
- 魚崎健二[117][118]（生物研究者[117]）：野村浩三
- 新庄由利子[117][118]（東日新報婦人記者[119]）：園田あゆみ
- 杉本博士[117][118]（生物学者[117]）：千田是也
- 藤村博士[117][118]（火薬学者[117]）：平田昭彦
- 馬島博士[出典 45]（生物研究者[117]（生物学者[7]/古生物学者[119]）：村上冬樹
- 勝本三佐[117][118]：土屋嘉男
- 長官[117][17]（防衛庁長官[121][15][122]）：山田巳之助
- 新庄一郎[117][118]（生物研究者[117]）：伊藤久哉
- 艦長[123][124]：田島義文
- 河田豊[117][118]（生物研究者[117]）：桐野洋雄
- 神主[出典 46]：瀬良明
- 草間一佐[出典 47]：草間璋夫
- 子供の母親[123][124]：本間文子
- 一作（部落の男）[123][124]：山田彰
- 堀口元彦[117][118]（東日カメラマン[119]）：松尾文人[注 20]
- 中尾[123]（県警幹部）：生方壮児
- 村の若者[123][124]：伊原徳
- 次郎[123][124]：川又吉一
- 三吉[123][124]：重信安宏
- 子供[124][注 21]：伊東隆
- 防衛隊幹部[123]：津田光男、熊谷二良
- 漁師[123]：広瀬正一
- 防衛隊幹部[123]：山田圭介
- カメラマン[123]：渋谷英男
- 漁師[123]：鈴木孝次
- 部落の男、漁師[123]：篠原正記
- 部落の女[123]：河美智子、中野俊子
- 山伏[123]（部落の男）：安芸津広
- 記者[123]：松本光男、大西康雄
- 防衛隊小隊長[123]：緒方燐作、向井淳一郎
- 部落の女[117][126]：一万慈鶴恵
- 部落の女[123]：平三富子
- F-86F（戦闘機）パイロット[123]：中西英介
- 防衛隊幹部[123]：成田孝、坂本晴哉
- 防衛隊小隊長[123]：勝本圭一郎
- 杉本研究所所員[123]：細川隆一
- カメラマン[123]：速水洸
- 自衛隊員[123]：大川時生
- 部落の女[117][126]：寺沢ひろ子
- 部落の巫女[117][126]：高原とり子
- バラン[129][130]：手塚勝巳
- バラン[129][66]、哨戒艇いそなみ副長[66][119]：中島春雄

## スタッフ
参照
- 製作：田中友幸
- 原作：黒沼健
- 脚本：関沢新一
- 撮影：小泉一
- 美術：清水喜代志
- 録音：小沼渡、宮崎正信
- 照明：金子光男
- 音楽：伊福部昭
- 監督助手：梶田興治
- 音響効果：三縄一郎
- 編集：平一二
- 製作担当者：川上勝太郎
- 特殊技術
  - 撮影：荒木秀三郎、有川貞昌
  - 美術：渡辺明
  - 照明：岸田九一郎
  - 合成：向山宏
- 特技監督：圓谷英二
- 監督：本多猪四郎

### ノンクレジット
- スチール：田中一清[7][15]
- 監督助手：西村潔[7]
- 撮影助手：逢沢譲[7]
- 照明助手：森本正邦[7]
- 美術助手：立川英明[7]、宮国登[7]
- 小道具：石川亀三郎[7]、山本初美[7]
- 電飾：秋葉信夫[7]
- 記録：黒岩美穂子[7]
- 演技事務：中島清[7]
- 音楽事務：原田英雄[7]
- 経理担当：車田守[7]
- 宣伝係：島健三郎[7]
- 現像：東洋現像所[要出典]
- 特殊技術
  - 監督助手：出目昌伸[7]（チーフ[7]）、浅井正勝[7]
  - 記録：米山久江[7]
  - 製作係：森田信行[7]
  - 撮影助手：富岡素敬、真野田陽一、唐沢登喜麿[要出典]
  - 美術助手：井上泰幸、入江義夫、池淵剛治[要出典]
  - 照明助手：原文良[要出典]
  - 合成：土井三郎[要出典]
  - 合成作画：石井義雄[要出典]
  - 光学作画：飯塚定雄、茂田江津子[要出典]
  - 背景塗装：鈴木福太郎[要出典]
  - 火薬：山本久蔵[要出典]
  - 着ぐるみ頭部造形：利光貞三[要出典]
  - 着ぐるみ胴体造形：八木康栄、八木勘寿[要出典]
  - 造形助手：開米栄三[要出典]、村瀬継蔵[63][62]
  - 編集：石井清子[要出典]

## 製作
音楽は伊福部昭が担当した。バランのテーマ曲は、『空の大怪獣 ラドン』でのラドンのテーマをアレンジしたものである。

### 企画
1957年、海外資本のAB-PTピクチャーズは東宝に対して、東洋の怪物を題材にしたテレビ放送用の新作怪獣映画の共同製作を持ちかけた。打診を受けた東宝は1話30分構成の全4話、CM挿入はフェードイン/アウト方式とする『大怪獣バラン』の製作を企画した。この際、田中友幸は収益を確保するために、あえて低予算で製作する方針を決めた。
原作は怪奇小説家として知られ、『空の大怪獣 ラドン』も手掛けた黒沼健である。後年、黒沼は「『空の大怪獣 ラドン』がアメリカで公開された後、アメリカから東宝に依頼があったそうです。それで、田中さんから“何でもいいから考えてくれ”と言われたんです」と語っている。脚本の執筆は関沢新一が担当した。『大怪獣バラン』は彼が最初に手がけた怪獣映画であり、後年「ゴジラシリーズ」の脚本に多く携わることになる。執筆に際しては「ベーシックでシンプルなもの」を書くように指示を受けたという。また、海外輸出を意識して「東洋」の要素が強調され、準備稿でのタイトルは『東洋の怪物 大怪獣バラン』となっており、この副題は公開時のキャッチコピーや怪獣バランの二つ名としても用いられている。一方、『ゴジラ』以来、東宝特撮映画のテーマとなっていた核の恐怖は扱われていない。黒沼は羽田空港の地下燃料貯蔵庫となっているエプロンへ戦闘機が墜落して自爆し、その大爆発にバランが巻き込まれるというラストシーンを提案したが、映画には採用されなかったとしている。また、子供たちがバランの真似をして遊ぶシーンがあったが、こちらも採用されなかったという。

### 撮影
1958年7月から撮影が始まり、形式はモノクロ、フィルムはアスペクト比1.33：1のスタンダードタイプで撮影された。当初は日米合作作品として製作が進んでいたが、途中でAB-PTピクチャーズが倒産してしまい、これに伴い東宝は『大怪獣バラン』をテレビシリーズから劇場映画として公開する方針に転換した。本多猪四郎は東宝の方針転換による撮影をやり直すことができなかったため、ワイドスクリーン用に『怪獣王ゴジラ』の日本公開時に用いた「ブローアップ」という方式を採用し、東宝は2.35：1の「東宝パンスコープ」として売り出し、これにより本作品は東宝特撮初のシネマスコープ版映画（東宝パンスコープ）となった。後年のインタビューで本多は、途中で撮影方式が変わってしまったため苦労した旨を語っている。
プール撮影中にライトの電源ボックスが水の中に落ち、バランの着ぐるみに入っていた手塚勝巳が感電して失神したが、救急車が来たころには意識が戻っていた。また、トラックがバランの下で爆破するシーンでは中島春雄が腹を火傷した。バランが船に突っ込むシーンは、相模川で中島が入ったバランの着ぐるみをワイヤーで釣ってモーターボートで引っ張って撮影したが、水の抵抗で着ぐるみが沈み、中島は溺れかけた。羽田空港のセットは、圓谷英二が想定していたよりも大きく作られた。東宝のスタジオで撮影できない部分は、サウンド・ステージと安普請の撮影セットを借りて撮影している。人々が避難するシーンは東宝の敷地内で撮影したため、一部のシーンに東宝のオフィスやサウンド・ステージが映り込んでいる。撮影は28日間行われ、8月中旬に終了した。
自衛隊の攻撃シーンには、実際の演習映像や『ゴジラ』『ゴジラの逆襲』からの流用映像が用いられた。本多によれば、演習映像は既存のものではなく、実際の演習で撮影を行ったという。
フィルムに関して、「劇場用のオリジナル版とは別に輸出用のテレビ放送版も製作された」という資料が存在する。これによると、伊福部昭は8月27日から29日にかけてテレビ放送用の音楽を録音し、3本のフィルムリールを含めたテストプリントがロサンゼルスの国際東宝に送られたとされる。また、映画史家のスチュアート・ガルブレイス4世は「東宝が英語吹替版を製作していた」と主張しているが、彼の主張を裏付ける資料は発見されていない。

## アメリカ版

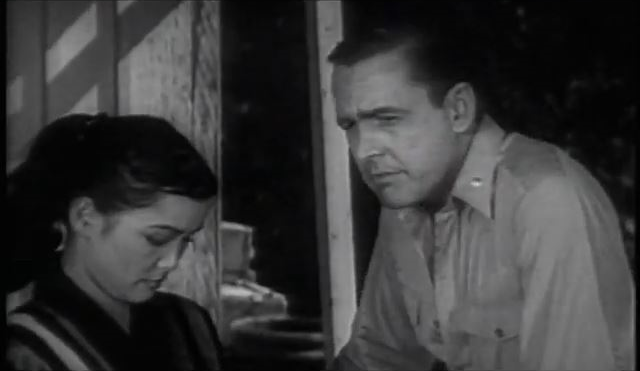
『Varan the Unbelievable』のブラッドレー司令とシズ子

アメリカでは『Varan the Unbelievable』のタイトルで、シネスコ版の映画として公開された。上映時間が70分だったため、『金星ロケット発進す』と2本立てで上映された。監督・プロデューサーはジェリー・バーウィッツ、脚本はシド・ハリス。
アメリカ版は大幅な変更が行われ、主人公は日本在住のアメリカ軍将校ブラットレー司令（演：マイロン・ハーレー）、ヒロインはその秘書シズ子（演：小林ツル子）にそれぞれ変更された。また、ストーリーもバランの撃破に出動したブラットレーがバランの逆襲に遭ってシズ子とともに洞窟へ追い詰められる、バランがトラックの爆薬で倒されるなど、かなりオリジナル要素が含まれている。また、バランが出現する原因は「バランの住処の湖で、アメリカ軍の科学者が脱塩化実験を行ったため」と設定された。オリジナル版の映像は15分間しか使用されず、東宝のスタッフは全員クレジットされていない。また、伊福部の音楽は儀式の曲以外は全て変更され、一部のシーンでは『戦慄!プルトニウム人間』の音楽に差し替えられている。
1958年10月に六社協定によって劇場映画のテレビ放映が禁止となり、テレビ映画として製作された作品でも劇場公開されたものはこの範疇に含まれ、輸出の際もテレビ放映権を付与しないことが決定された。これにより、前述の通り本来はアメリカからの依頼でテレビドラマとして製作された本作品も、劇場公開されることとなった。なお、本多は1980年代に入るまでアメリカ版の存在を知らなかった。

## 評価
日本版
本多は『大怪獣バラン』について、「満足できる作品ではなかった。最初から作り直すことができれば、自衛隊のシーンはもっと派手にできたかも知れない。撮影は全て小規模なセットで行い、わずかにロケーション撮影をしただけだった。もっと良い仕上がりにできたはずなんだ」と語っている。また、田中も「イージーな話づくりで失敗作となった」と評している。
ゴジラ・ストアの特別企画「第2回 あなたが選ぶ！東宝怪獣新作ソフビフィギュア」では、バランが1位を記録した。
アメリカ版
『バラエティ』誌は、「『ゴジラ』『怪獣ゴルゴ』『最後の海底巨獣』に続く、ニッチ層を支える独創性に欠けたモンスター映画」と批評している。また、「ハリスの脚本もバーウィッツの演出も、観客の興味を維持させることができていない」とも批評している。
『トーキョー・ウィークリー』誌は、「バランは羽田空港を襲っているが、これは古いゴジラ映画の結末を思い起こさせる。目新しいものは何もない。怪獣映画では、これしかやることがないのだ」と批評している。
作家のデイヴィッド・カラットは、アメリカ版のブラッドレー司令が日本人を救うために努力したにもかかわらず、救おうとした人々から誤解され攻撃された人物と見なしている。彼はブラッドレー司令の姿を日本占領期のアメリカに例え、日本映画界がこの問題をタブー視していたと指摘したうえで、「極めて政治的な内容だったことは評価に値する」と主張している。

## 映像ソフト
- 1980年代に東宝から発売されていたVHSビデオでは、部落に関してや「日本のチベットと呼ばれる場所」といった、差別的表現にあたる台詞のあるシーンがカットされていた[144]。品番 TG4225[18]。
- 1998年12月23日にニューマスターによるレーザーディスクとVHSが東宝ビデオより発売された[154][120]。映像・音声ともにノーカットで[120]、新たに予告編などを収録している[154]。
- DVD
  - 2005年1月21日発売[155]。オーディオコメンタリーは村瀬継蔵（造形）[155]。
  - 2014年2月7日、期間限定プライス版として再発売された。
  - 2015年7月15日、東宝DVD名作セレクションとして再発売された。
  - 2018年4月17日、ゴジラ全映画DVDコレクターズBOX vol.47として発売された。
  - アメリカでは2005年に日本のオリジナル版を収録したDVDが発売された[139]。
- Blu-ray
  - 2022年6月15日に発売された『東宝 怪獣・特撮 Blu-ray 2枚組』に収録。

## 漫画
『大怪獣バラン』
作画：藤田茂 / 出版：あかしや書房（書き下ろし単行本） / 発行日：1958年10月5日

## 備考
- 雑誌『ハイパーホビー』の「ソフビ化して欲しい怪獣」のアンケートで、ウルトラ怪獣に混ざってバランがランクインしたことがある[要文献特定詳細情報]。